# Slutet på historien (roman, 2020)
Slutet på historien är en roman av Jan Guillou som avslutar romanserien Det stora århundradet.

## Handling
Boken utspelar sig under 1990-talet och handlar om den tidigare SS-officeren Harald Lauritzen som kommer tillbaka till Sverige efter att ha varit på flykt i Argentina.

## Mottagande
Boken fick mestadels negativa recensioner i tidningar när den kom ut.